# Acronicta virga
Acronicta virga är en fjärilsart som beskrevs av Barend J. Lempke 1964. Acronicta virga ingår i släktet Acronicta och familjen nattflyn. Inga underarter finns listade i Catalogue of Life.